# Clovia obliqua
Clovia obliqua är en insektsart som beskrevs av Victor Lallemand 1924. Clovia obliqua ingår i släktet Clovia och familjen spottstritar. Inga underarter finns listade i Catalogue of Life.